# Tytthaspis sedecimpunctata
Tytthaspis sedecimpunctata – gatunek chrząszcza z rodziny biedronkowatych (Coccinellidae).

## Opis
Ciało imago bardzo wypukłe, okrągławe, o długości 2-3 mm i kremowym ubarwieniu. Głowa u samic z dużą czarną plamą pośrodku, u samców z czarną podstawą. Czułka krótkie, brązowe. Na przedpleczu sześć czarnych plamek, z czego środkowe cztery często się zlewają. Tarczka ledwo widoczna. Na pokrywach po pięć czarnych plam w okolicach szwu oraz trzy zlane ze sobą plamy przy bocznych krawędziach. Szew pokryw czarny. Odnóża brązowe. Pazurki stóp z dodatkowym zębem u podstawy.
Larwa szarawa, z włoskami wyrastającymi z ciemnych guzków na ciele.

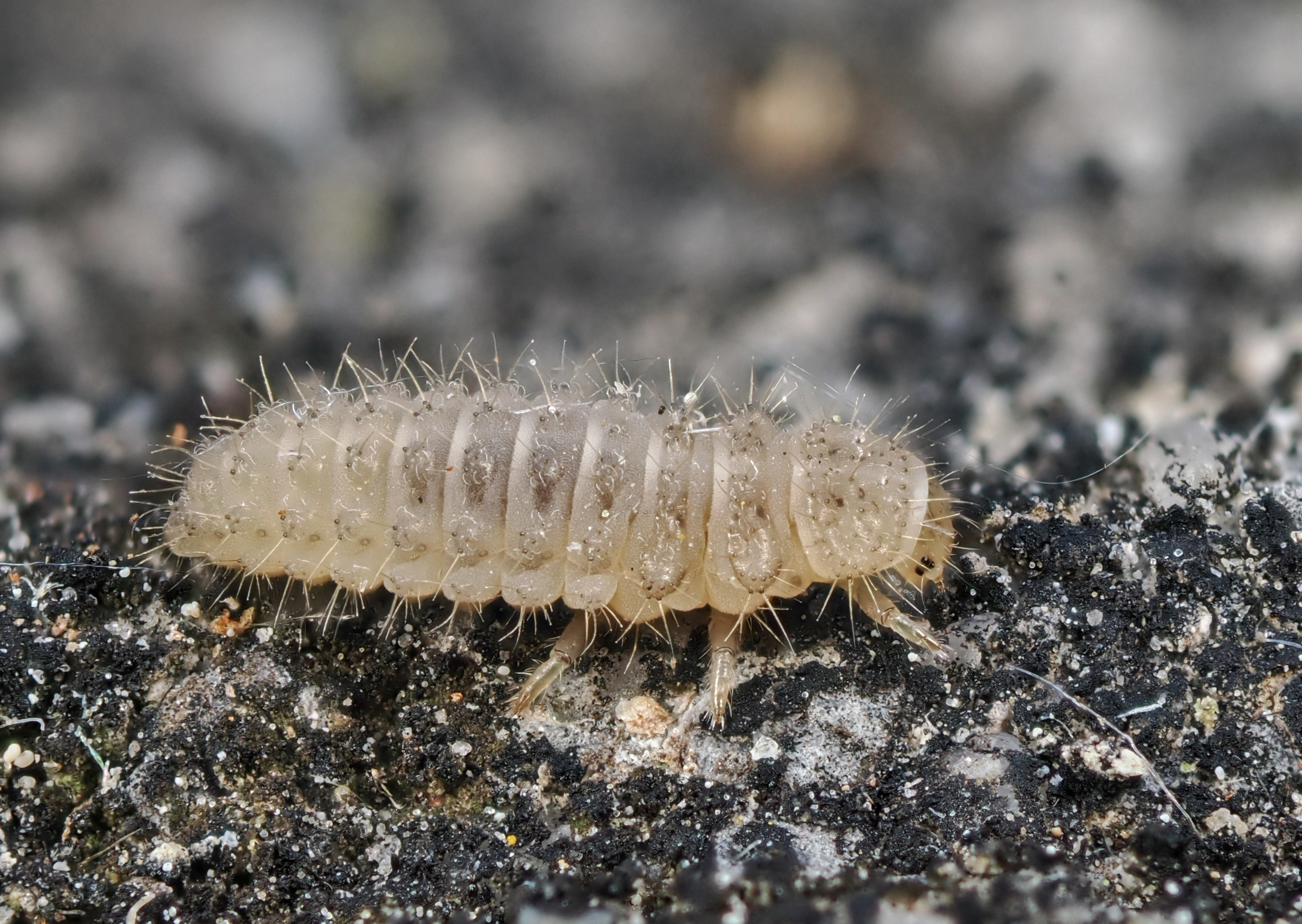
Larwa

## Biologia

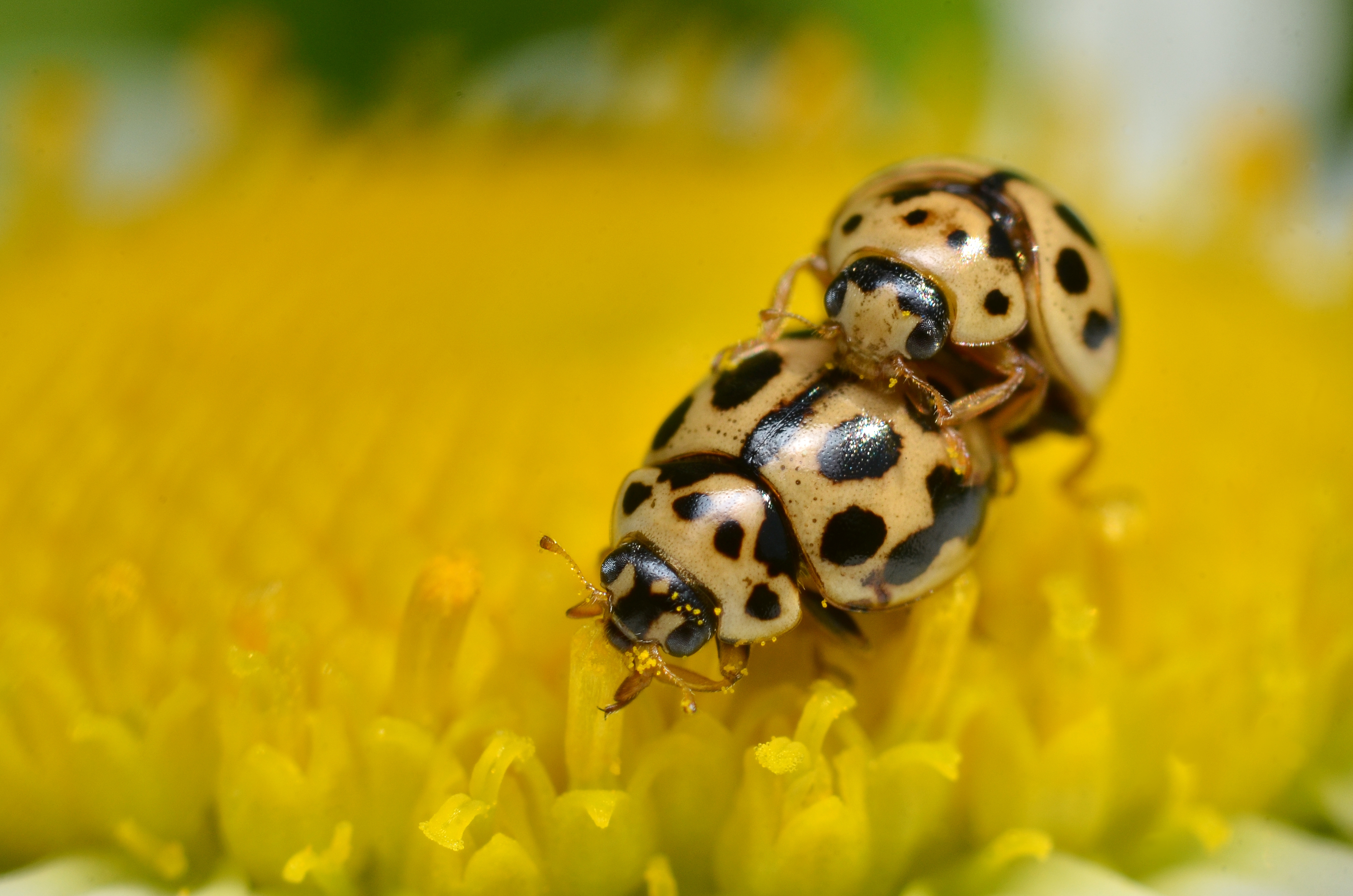
In copula

Chrząszcze zamieszkują najczęściej suche tereny o piaszczystym podłożu, porośnięte trawami i roślinami zielnymi. Spotykane na murawach, wydmach, polach, łąkach czy brzegach rzek i strumieni. Przebywają tam przeważnie wśród przyziemnych części roślin. Żywią się pyłkiem kwiatowym oraz nektarem, a także grzybami mączniakowatymi. Imagines obserwowane od marca do października; zimują wśród suchej roślinności lub na pniach drzew, często w bardzo dużych agregacjach.

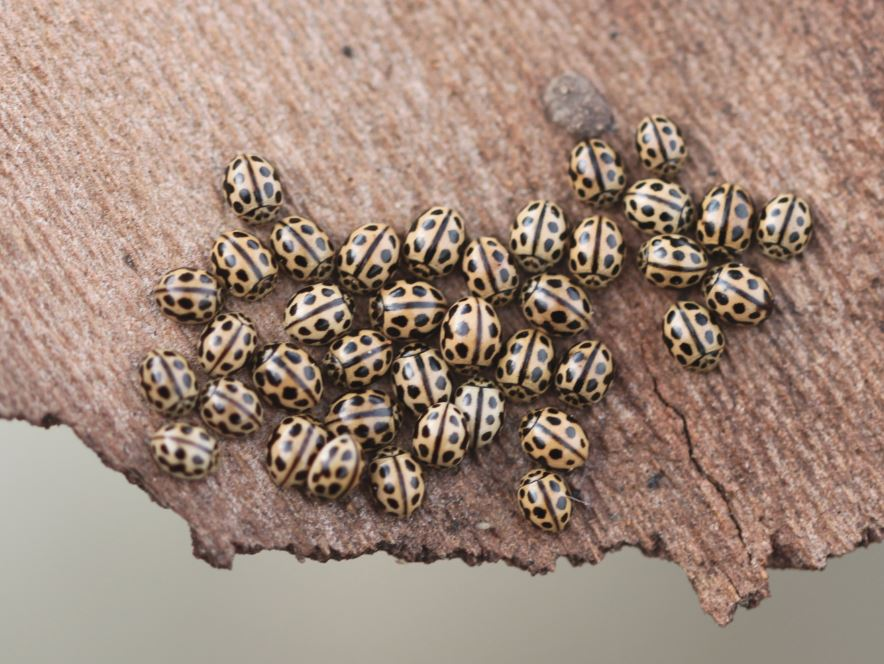
Wspólne zimowanie pod korą

## Występowanie
Gatunek palearktyczny. Rozpowszechniony w całej Europie, z wyjątkiem Irlandii oraz północnych części Półwyspu Fennoskandzkiego i Wielkiej Brytanii. Notowany także z Afryki Północnej, Azji Zachodniej i Środkowej.
W Polsce występuje pospolicie na terenie całego kraju. Jedyny krajowy reprezentant rodzaju Tytthaspis.